# Kurikkasaari (ö i Norra Karelen)
Kurikkasaari är en halvö i Finland. Den ligger i sjön Harkkojärvi och i kommunen Ilomants i den ekonomiska regionen  Joensuu ekonomiska region  och landskapet Norra Karelen, i den östra delen av landet, 400 km nordost om huvudstaden Helsingfors.